# Roberto Domínguez
Roberto Rubén Domínguez (Ciudad de Salta, 15 de marzo de 1948 - Tilcara, 12 de abril de 1998) fue un abogado y político argentino, que ejerció como Gobernador de la Provincia de Jujuy entre 1991 y 1993.

## Biografía
Aunque nació en Salta, su familia era originaria de Libertador General San Martín, Provincia de Jujuy, y vivió en San Salvador de Jujuy desde los diez días de edad. Cursó sus estudios escolares en Jujuy y se graduó de abogado en 1970 en la Universidad del Norte Santo Tomás de Aquino, en San Miguel de Tucumán.
Durante sus estudios en Tucumán fue fundador de la Juventud Universitaria Peronista de esa provincia. De regreso en Jujuy fue asesor del Consejo provincial de Educación. En 1973, con el regreso de la democracia, fue fiscal de estado. Tras el golpe de Estado de 1976 se alejó temporalmente de la administración pública para ejercer como abogado y como secretario del Colegio de Abogados local. En 1977 fue nombrado miembro del Juzgado Federal de San Salvador de Jujuy.
En 1978 fue nombrado decano de la Facultad de Ciencias Jurídicas y Sociales de la Universidad Santo Tomás de Aquino, por lo que se radicó temporalmente en Tucumán.
En 1983 fue elegido diputado provincial por el Partido Justicialista, centrando su gestió en los temas de derechos humanos. Entre sus principales gestiones estuvieron promover la investigación de la desaparición forzada de cientos de personas durante la última dictadura; y la reglamentación del ejercicio profesional de martilleros públicos, psicólogos y arquitectos.
En 1986 formó parte de la Convención que reformó la Constitución provincial. Desde ese mismo año fue también consejero académico de la
Facultad de Ciencias Económicas de la Universidad Nacional de Jujuy.
Fue elegido diputado nacional por su partido. Se destacó en temas de modernización legislativa, especialmente en materia electoral y partidaria.
Además de su actividad académica en las universidades de Jujuy y Santo Tomás de Aquino de Tucumán, fue docente en la Escuela Superior de Policía de Jujuy. También desarrolló cursos sobre Procedimiento Administrativo y Tributario en su provincia y en otras del norte del país.
En 1991 fue elegido gobernador de su provincia por medio de un complicado proceso electoral en que tres candidatos obtuvieron cantidades muy similares de votos. El candidato del principal partido opositor, la Unión Cívica Radical, Humberto Salum, había obtenido más votos, pero la aplicación de la Ley de Lemas le permitió acumular a su favor los votos del otro candidato del Justicialismo, Guillermo Eugenio Snopek, que era además el autor de esa ley.
Su gobierno estuvo signado por las restricciones a la acción gubernamental impuestas por el neoliberalismo que guiaba el gobierno nacional de Carlos Menem. Obligado por la estrechez presupuestaria a rechazar las demandas salariales de los empleados públicos, y enfrentado a los diputados de la Legislatura, incluso la mayoría de los de su propio partido, pertenecientes al sector de Snopek, su gobierno se vio envuelto en sucesivas crisis políticas.
El 1 de junio de 1993, convencido de no poder llevar adelante su gobierno por falta de apoyo interno, presentó su renuncia. En su reemplazo asumió el vicegobernador Carlos Ficoseco.
Pasó el resto de la década dedicado a la docencia universitaria, y aquejado por una enfermedad respiratoria crónica. Falleció a raíz de un paro cardiorrespiratorio en la localidad de Tilcara el 12 de abril de 1998.